# Hanamapur, Athni
Hanamapur là một làng thuộc tehsil Athni, huyện Belgaum, bang Karnataka, Ấn Độ.